# Banias

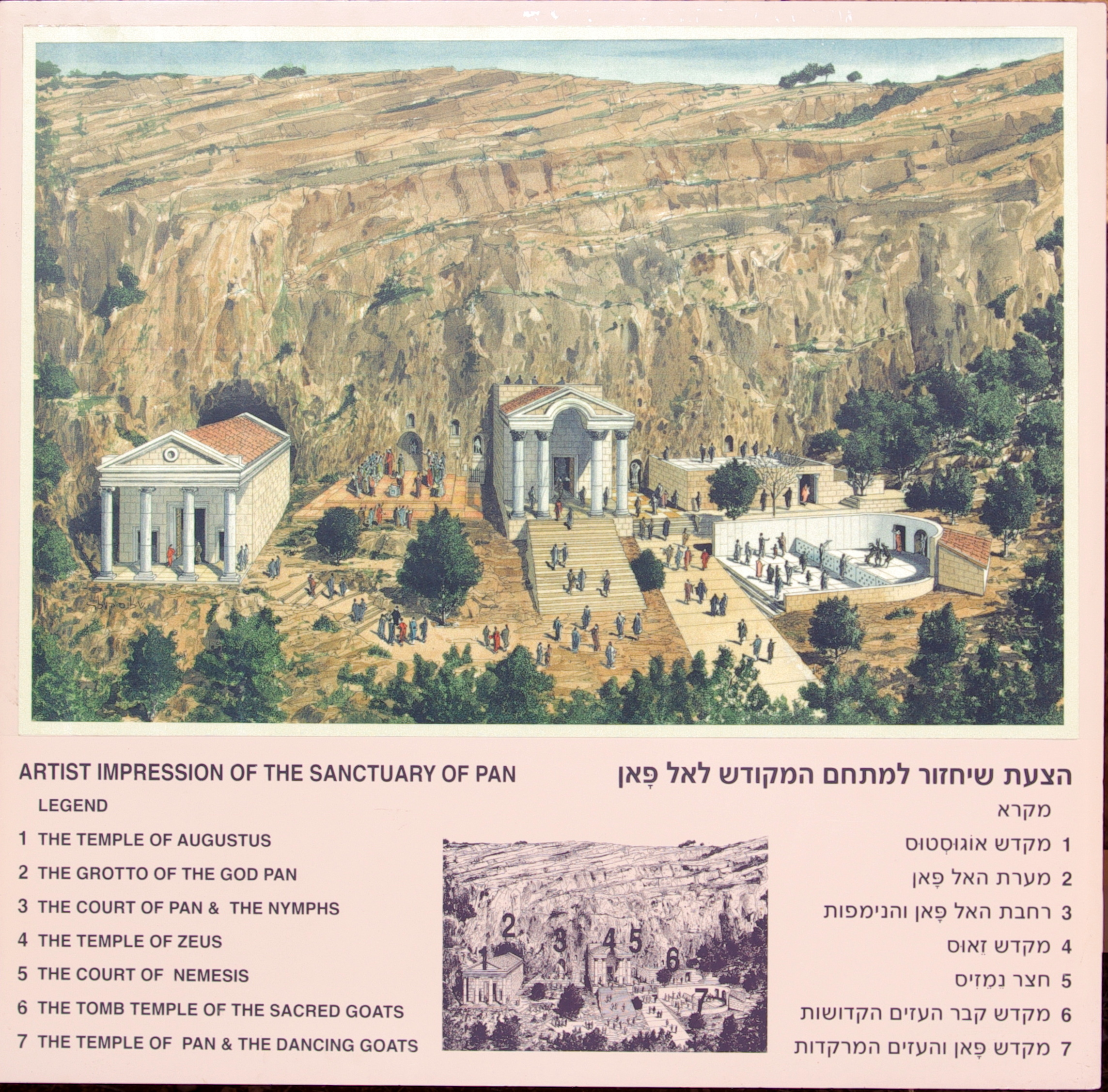
Umělecká rekonstrukce Baniasu

Banias či Paneas (řecky Πανείας, arabsky بانياس الحولة, hebrejsky בַּנְיָאס Banjas) je archeologické naleziště na místech starodávného opuštěného města Caesarea Philippi, které se nachází na úpatí hory Hermon (Har Chermon, arabsky: جبل حرمون, Džabal eš-Šajch) v Golanských výšinách v Izraeli. Místo se nachází přibližně 150 km severně od Jeruzaléma a asi 60 km jihozápadně od Damašku. Město se nacházelo v oblasti známé jako „Panion“ (v oblasti řeckého boha Pana). Po něm se nazývá jak město, tak zdejší řeka Banias (zvaná též Nachal Chermon).
Na dopravní síť je Banias napojen pomocí dálnice číslo 99, k jihu odtud vychází rovněž takzvaná Ropná silnice.